# Kaosu
Kaosu (カオス?) es un thriller psicológico de 1999 dirigido por Hideo Nakata y escrito por Hisashi Saito, basado en la novela de Shogo Utano.

## Argumento
Kuroda participa en el secuestro simulado de Saori, la esposa de un importante hombre de negocios. Ella se deja ser atada y retenida en su casa mientras él demanda un rescate de 30 millones de yenes a cambio de su libertad. Cuando regresa a casa esa noche la encuentra muerta en el suelo. En situación de pánico entierra su cuerpo en lo profundo del bosque e intenta regresar a su vida cotidiana, hasta que un día cree verla caminando por la calle.

## Reparto
- Jun Kunimura como Inspector
- Ken Mitsuishi como Komiyama
- Masato Hagiwara como Kuroda
- Miki Nakatani como Satomi/Saori

## Remake
En 2002 se anunció que Universal Pictures había cerrado un acuerdo con el realizador británico Jonathan Glazer y el guionista australiano Andrew Bovell para la realización del remake de Kaosu, con los actores Benicio del Toro y Robert De Niro como protagonistas.